# Liste des résolutions du Conseil de sécurité des Nations unies adoptées en 1958
Les résolutions du Conseil de sécurité des Nations unies sont les décisions qui sont votées par le Conseil de sécurité des Nations unies.
Une telle résolution est acceptée si au moins neuf des quinze membres (depuis le 17 décembre 1963, 11 membres avant cette date) votent en sa faveur et si aucun des membres permanents qui sont la Chine, les États-Unis, la France, le Royaume-Uni et l'Union soviétique (la Russie depuis 1991) n'émet de vote contre (qui est désigné couramment comme un veto).

## Résolutions 127 à 131
- Résolution 127 : la question de la Palestine (adoptée le 22 janvier 1958).
- Résolution 128 : plainte du Liban (adoptée le 11 juin 1958).
- Résolution 129 : plainte du Liban - Plainte de la Jordanie (adoptée le 7 août 1958).
- Résolution 130 : Cour internationale de justice (adoptée le 25 novembre 1958).
- Résolution 131 : admission de nouveaux membres : Guinée (adoptée le 9 décembre 1958 lors de la 842e séance).